# Chrysospalax
A Chrysospalax az emlősök (Mammalia) osztályának az Afrosoricida rendjébe, ezen belül a Chrysochloridea alrendjébe, az aranyvakondfélék (Chrysochloridae) családjába és a Chrysochlorinae alcsaládjába tartozó nem.

## Rendszerezés
A nembe az alábbi 2 faj tartozik:
- óriás aranyvakond (Chrysospalax trevelyani) Günther, 1875 - típusfaj
- borzasszőrű aranyvakond (Chrysospalax villosus) A. Smith, 1833